# 천왕봉급 상륙함
천왕봉급 상륙함(天王峯級上陸艦)은 대한민국 해군의 상륙수송선거함이다.
해군 내에서는 기존의 고준봉급 상륙함을 LST, 천왕봉급 상륙함을 LST-II라고 부른다. 그러나, 천왕봉급은 전차상륙함이 아니라 상륙수송선거함이라는 것이 일반적인 견해이다. 현재 대한민국 해군은 고준봉급 4척과 천왕봉급 4척을 운용하고 있다.
고준봉급 상륙함은 2차대전 당시의 LST와 상륙방식에서는 큰 차이가 없으며, 격납고가 존재하지 않아 헬기 운용에 제한이 있다. 그리고 반드시 해안에 접안해야 병력과 장비 등을 상륙시킬 수 있다.
이에 반해 천왕봉급 상륙함은 최대 헬기 2대를 동시에 이착륙시킬 수 있다. 그러나 천왕봉급 상륙함 역시 격납고가 존재하지 않아서 장기적인 헬기 작전에는 제한이 있다.

## 제원
일반 특성
- 배수량: 경하 4,950톤, 만재 7,200톤
- 길이: 127 m
- 승무원: 120여명
- 수용량: 해병대 300여명
- 함재기: 상륙기동헬기 2대

성능
- 최대속력: 23노트(시속 40 km)

## 함선 목록
| 함명           | 조선소     | 진수             | 인수 | 취역             | 퇴역 | 비고 |
| -------------- | ---------- | ---------------- | ---- | ---------------- | ---- | ---- |
| LST-686 천왕봉 | 한진중공업 | 2013년 9월 11일  |      | 2014년 12월 1일  |      |      |
| LST-687 천자봉 | 한진중공업 | 2015년 12월 15일 |      | 2017년 8월 1일   |      |      |
| LST-688 일출봉 | 한진중공업 | 2016년 10월 25일 |      | 2018년 4월 2일   |      |      |
| LST-689 노적봉 | 한진중공업 | 2017년 11월 2일  |      | 2018년 11월 21일 |      |      |

## 같이 보기
- LST: 전차상륙함
- LSD: 상륙선거함
- LPD: 상륙수송선거함
- 강습상륙함